# Mont Moffett
|  | Aquest article tracta sobre un volcà d'Alaska. Si cerqueu el poble d'Oklahoma, vegeu «Moffett». |

El Mont Moffett (en anglès Mount Moffett) és un estratovolcà que amb els seus 1.196 metres és el cim més elevat de l'illa Adak a les illes Aleutianes a l'estat d'Alaska, Estats Units. És un volcà que es troba cobert majoritàriament per gel, en què predomina el basalt i l'andesita. No ha tingut cap erupció en temps històrics. Se suposa que el vessant sud del volcà és el més jove. En comparació amb altres estratovolcans Aleutians, el mont Moffett és un petit respirador, característic de la seva composició mixta.
Va rebre aquest nom el 1936 en record al contraalmirall William Adger Moffett.